# Gerlind Scheller
Gerlind Scheller (* 15. Oktober 1967 in Berlin) ist eine ehemalige deutsche Synchronschwimmerin.

## Karriere
Gerlind Scheller begann 1975 mit dem Synchronschwimmen beim SC Wedding Berlin, wo sie von Kity Kloss und Ute Golombiewsky trainiert wurde. Ab 1980 startete sie für die DJK Teutonia St. Tönis und trat zusammen mit Gudrun Hänisch im Duett an. In den Jahren 1982, 1983 und 1984 wurden die beiden deutsche Meisterinnen. Bei den Weltmeisterschaften 1982 wurden sie Siebte und ein Jahr später gewannen sie Silber bei den Schwimmeuropameisterschaften 1983. Ihre Trainerin war Gudruns Mutter Sigrid Hänisch.
Des Weiteren konnte sie sich von 1979 und 1988 durchgehend als deutsche Solo-Meisterin bezeichnen. Mit ihrem neuen Verein Freie Schwimmer Bochum wurde sie zudem 1988 deutsche Meisterin in der Gruppe mit Heike Friedrich, Doris Lehmann und Petra Geisberg.
Sowohl bei den Olympischen Sommerspielen 1984 in Los Angeles und 1988 in Seoul trat sie sowohl im Einzelwettkampf als auch im Duett an.

## Persönliches
Gerlind Scheller wuchs mit ihren zwei Schwestern und drei Brüdern in Berlin auf. Ihr Vater war als Arzt tätig und ihre Mutter arbeitete als Krankengymnastin. 1980 zog sie nach Dortmund um, dort besuchte sie das Leibniz-Gymnasium.